# Edouard Artemiev
Pour les articles homonymes, voir Artemiev.
Edouard Nikolaïevitch Artemiev (en russe : Эдуард Николаевич Артемьев), né le 30 novembre 1937 à Novossibirsk (RSFSR, URSS) et mort le 29 décembre 2022 à Moscou (Russie), est un compositeur soviétique (puis russe) de musique électronique et de musique de film. 
Il est surtout connu pour ses musiques des films d'Andreï Tarkovski, de Nikita Mikhalkov (par exemple Le nôtre parmi les autres, Oblomov, Urga et Soleil trompeur) et d'Andreï Kontchalovski.

## Biographie
Élève de Iouri Chaporine au Conservatoire Tchaïkovski de Moscou, Edouard Artemiev en sort diplômé en 1960.
Il a été un des premiers compositeurs à utiliser la musique électronique pour une musique de film sur Solaris notamment. Il collabore pendant plusieurs années avec l'ingénieur du son et concepteur du synthétiseur ANS Evgueni Mourzine (en).
Il est connu pour avoir composé les thèmes musicaux des films d'Andreï Tarkovski Solaris (1972), Le Miroir (1975) et Stalker (1979).
Membre de l'Union des compositeurs et de l'Union cinématographique, il fonde en 1990, l'association de musique électroacoustique de Russie.
Il a été récompensé par de nombreux prix, dont quatre prix Nika.
Son thème The Death of the Hero pour Sibériade a été repris par le groupe PPK et fut un succès en 2002.
Décédé le 29 décembre 2022 à Moscou à l'âge de 86 ans des suites d'une pneumonie, Edouard Artemiev est enterré à côté de sa femme au cimetière Vagankovo.

## Récompenses
- Prix des frères Vassiliev pour la musique du film Le Coursier (1986)
- Artiste du peuple de la fédération de Russie (1999)
- prix Nika de la meilleure musique de film pour les films Limita, Un chauffeur pour Vera, 12, Héros (1995, 2004, 2008, 2017).
- Aigle d'or de la meilleure musique de film pour les films Le Docteur Jivago, 12, La Maison, Le Légendaire n°17, Sunstroke (2007, 2008, 2012, 2014, 2015)
- Ordre du Mérite pour la Patrie de IVe classe (le 16 août 2013)[3]
- Prix d'État de la fédération de Russie pour la contribution au développement de l'art musical national (2017)
- Masque d'or pour l'opéra-rock Crime et Châtiment sur le livret d'Andreï Kontchalovski et Iouri Riachentsev (ru) adapté du roman de Fiodor Dostoïevski au théâtre de la Comédie musicale de Moscou (2017)[4]

## Filmographie partielle

### Cinéma
- 1963 : Mechte navstrechu (titres anglais : Encounter in Space, Toward Meeting a Dream)
- 1968 : Klubok (titre anglais : Ball of Yarn)
- 1970 : Une journée tranquille à la fin de la guerre (Spokoynyy den v kontse voyny) de Nikita Mikhalkov
- 1972 : Solaris (Солярис, Solyaris) d'Andreï Tarkovski
- 1973 : Le Silence du Dr. Evans (Molchaniye doktora Ivensa) de Boudimir Metalnikov
- 1974 : Le Nôtre parmi les autres Свой среди чужих, чужой среди своих, Svoy sredi chuzhikh, chuzhoy sredi svoikh) de Nikita Mikhalkov
- 1974 : Meurtre à l'anglaise (Chisto angliyskoe ubiystvo, Чисто английское убийство) de Samson Samsonov
- 1975 : La Peur du vide (titre anglais : Fear of the Height)
- 1975 : Le Miroir (Зеркало, Zerkalo) d'Andreï Tarkovski
- 1976 : Esclave de l'amour (Раба любви, Raba lyubvi) de Nikita Mikhalkov
- 1976 : Beshenoe zoloto (titre anglais : The Golden Fleece)
- 1977 : Partition inachevée pour piano mécanique (Неоконченная пьеса для механического пианино, Neokonchennaya pyesa dlya mekhanicheskogo pianino) de Nikita Mikhalkov
- 1979 : Sibériade (Сибириада) d'Andreï Kontchalovski
- 1979 : Quelques jours de la vie d'Oblomov (Несколько дней из жизни И. И. Обломова, Neskolko dney iz zhizni I.I. Oblomova) de Nikita Mikhalkov
- 1979 : Stalker (Сталкер) d'Andreï Tarkovski
- 1979 : Ishchi vetra... (titre anglais : In Search of the Wind...)
- 1980 : La Chasse au renard (Охота на лис, Okhota na lis) de Vadim Abdrachitov
- 1980 : Milliony Ferfaksa (titre anglais : Fairfax's Millions)
- 1981 : La Parentèle (Родня, Rodnya) de Nikita Mikhalkov
- 1981 : Aleksandr le Petit (Александр маленький, Aleksandr malenkiy) de Vladimir Fokine
- 1982 : Un train s'est arrêté (Остановился поезд, Ostanovilsya poyezd) de Vadim Abdrachitov
- 1982 : Yunost geniya (titre anglais : Youth of a Genius)
- 1982 : Svidaniye s molodostyu (titre anglais : Date with Your Youth)
- 1982 : Moya lubov-revolutsiya (titre anglais : My Love: A Revolution)
- 1983 : Sans témoins (Без свидетелей, Bez svideteley) de Nikita Mikhalkov
- 1983 : Zharkoye leto v Kabule (cyrillique : Жаркое лето в Кабуле, titre anglais : Hot Summer in Kabul)
- 1984 : Pervaya konnaya (titre anglais : First Cavalry)
- 1984 : TASS est autorisé à déclarer… (ТАСС уполномочен заявить..., TASS oupolnomotchen zaïavit) de Vladimir Fokine
- 1984 : L'Homme invisible (Человек-невидимка, Chelovek-nevidimka) d'Aleksandre Zakharov (ru)
- 1984 : Arc-en-ciel lunaire (Лунная радуга, Lunnaya raduga)
- 1985 : L'Étrange Cas du docteur Jekyll et de M. Hyde  (Strannaya istoriya doktora Dzhekila i mistera Khayda)
- 1985 : Souchastie v ubiystve (Соучастие в убийстве, titre anglais : Participation in Murder)
- 1985 : Proshchay, zelen leta... (titre anglais : Farewell, Summer Green)
- 1985 : Korabl prisheltsev (titre anglais : The Spaceship of Aliens)
- 1985 : One Second for a Feat
- 1986 : My vesely, schastlivy, talantlivy! (titre anglais : We Are Cheerful, Happy, Talented!)
- 1986 : Le Coursier (Курьер, Kourier) de Karen Chakhnazarov
- 1988 : Gorod Zero (Город Зеро, titre anglais : Zero City)
- 1989 : Pered rassvetom (titre anglais : Before Sunrise)
- 1989 : Voyageurs sans permis (Homer and Eddie) d'Andreï Kontchalovski
- 1990 : Le Bourreau (Palatch, d'après  de Sergueï Belochnikov) (titre anglais : The Executioner)
- 1990 : Heart of the Deal
- 1990 : Auto-stop (Avtostop)
- 1991 : Genius (Гений, Geniy) de Viktor Sergueïev (ru)
- 1991 : Urga (Урга, Urga-territoria liubvi) de Nikita Mikhalkov
- 1991 : Le Cercle des intimes (Ближний круг, Blizhniy krug) d'Andreï Kontchalovski
- 1992 : Loin de Saint-Pétersbourg (Далеко от Санкт-Петербурга, Daleko ot Sankt-Peterburga d'Alexandre Hahn
- 1993 : Grekh. Istoriya strasti (titre anglais : Sin: A Story of Passion)
- 1993 : Anna 6-18 (Anna: Ot shesti do vosemnadtsati) de Nikita Mikhalkov
- 1994 : Soleil trompeur (Утомлённые солнцем, Utomlyonnye solntsem) de Nikita Mikhalov
- 1998 : Le Barbier de Sibérie (Сибирский цирюльник, Sibirskiy tsiryulnik) de Nikita Mihalkov
- 1999 : Maman (Мама) de Denis Evstigneïev
- 2001 : Aussi loin que mes pas me portent (So weit die Füße tragen)
- 2002 : La Maison de fous (Dom durakov) d'Andreï Kontchalovski
- 2004 : Un chauffeur pour Véra (Водитель для Веры, Voditel dlya Very) de Pavel Tchoukhraï
- 2007 : 12 de Nikita Mikhalkov
- 2011 : La Maison (Дом, Dom) de Oleg Pogodine
- 2013 : Le Légendaire n°17 (Легенда № 17) de Nikolaï Lebedev
- 2014 : Sunstroke (Солнечный удар, Solnechnyy udar) de Nikita Mikhalkov
- 2016 : Héros (ru) (Герой, Gueroï) de Youri Vassiliev (ru)

### Télévision
- 1983 : Mirgorod i ego obitateli (téléfilm, titre anglais : Mirgorod and Its Inhabitants)
- 1984 : TASS upolnomochen zayavit... (cyrillique : ТАСС уполномочен заявить... minisérie TV, titre anglais : TASS Is Authorized to Declare...)
- 1987 : Les Rendez-vous du minotaure d'Eldor Urazbaev (Визит к Минотавру, minisérie TV)
- 1989 : Vkhod v labirint (Вход в лабиринт, minisérie TV, titre anglais : Entrance to Labyrinth)
- 1990 : Le Bourreau (Палач, Palatch)
- 1991 : Prestuplenie lorda Artura (téléfilm, titre anglais : Lord Arthur Savile's Crime)
- 1992 : Illégitime défense (Double Jeopardy, téléfilm)
- 1995 : Burial of the Rats (téléfilm)
- 1997 : L'Odyssée (téléfilm)
- 2006 : Le Docteur Jivago (ru) (Доктор Живаго, Doktor Zhivago, minisérie TV) de Alexandre Prochkine

## Discographie partielle
- 1980 : Warmth of Earth[5]
- 2000 : A Book of Impressions